# Pardosa orthodox
Pardosa orthodox är en spindelart som beskrevs av Chamberlin 1924. Pardosa orthodox ingår i släktet Pardosa och familjen vargspindlar. Inga underarter finns listade i Catalogue of Life.